# Kim Karlsson
Kim Karlsson, född 31 oktober 1989 i Älvsbyn, är en svensk ishockeyspelare som spelar för IF Björklöven i Hockeyallsvenskan.

## Karriär
Kim Karlsson började spela ishockey i sitt ungdomslag Älvsby IF. Han fortsatte sin karriär i Luleå HF:s verksamhet säsongen 2005/2006. Där spelade han i deras J18-lag för att sedan gå upp i J20-laget och sedan debutera i Elitserien med A-laget säsongen 2007/2008. Säsongen efter spelade han J20, några matcher i A-laget och i Piteå HC dit han var utlånad för några matcher.
Säsongen 2009/2010 spelade Karlsson i den norska ligan med laget IK Comet Halden, som gick i konkurs. Då stod han klubblös mitt under säsongen och fick kontakt med Almtuna IS och Jonas Rönnqvist. Han spelade där säsongen ut och följde sedan med Jonas Rönnqvist som skulle bli huvudtränare i Luleå HF tillsammans med ett par andra spelare från Almtuna; Elias Fälth och Sebastian Enterfeldt.
Efter säsongen 2010/2011 med Luleå HF skrev Karlsson kontrakt om en förlängning med Luleå HF för 2 år. Kontraktet bröts dock efter en säsong och Karlsson värvades då till Tingsryds AIF. Karlsson kom tvåa i den interna poängligan efter Jordan Smotherman med 30 poäng på 48 matcher. Tingsryd blev dock nedflyttade till Division 1 och inför säsongen 2013/2014 skrev Karlsson på ett tvåårskontrakt för IF Björklöven. Den 18 februari 2015 förlängdes kontraktet med ytterligare 2 år.

## Klubbar
- Luleå HF 2005 – 2009 Elitserien, J20 SuperElit, J18 Elit
- Piteå HC 2008 – 2009 Division 1
- Comet 2009 – 2010 Norska ligan
- Almtuna IS 2009 – 2010 Hockeyallsvenskan
- Luleå HF 2010 – 2012 Elitserien
- Tingsryds AIF 2012 – 2013 Hockeyallsvenskan
- IF Björklöven 2013– Hockeyallsvenskan